# Sauroglossum aurantiacum
Sauroglossum aurantiacum är en orkidéart som först beskrevs av Charles Schweinfurth, och fick sitt nu gällande namn av Leslie Andrew Garay. Sauroglossum aurantiacum ingår i släktet Sauroglossum och familjen orkidéer.
Artens utbredningsområde är Peru. Inga underarter finns listade i Catalogue of Life.